# Lim Eun-kyeong
Lim Eun-kyeong, kor. 임은경 (ur. 7 lipca 1983 w Seulu) – południowokoreańska aktorka filmowa, teatralna i telewizyjna.

## Wybrana filmografia
- 2002: Zmartwychwstanie dziewczynki z zapałkami jako Mała Dziewczynka z zapałkami
- 2002: Pumhaeng zero jako Min-he
- 2004: Lalkarz jako Mi-na
- 2004: Yeogosaeng sijipgagi jako Pyung Gang
- 2004: Sisily 2km jako Song Yi
- 2015: Chi-oe-beob-gwon jako Eun-jeong Jang